# Sedum elatinoides
Sedum elatinoides är en fetbladsväxtart som beskrevs av Adrien René Franchet. Sedum elatinoides ingår i Fetknoppssläktet som ingår i familjen fetbladsväxter. Inga underarter finns listade i Catalogue of Life.